# تكوين عين القوطار
تكوين عين القوطار هو تكوين جيولوجي في تونس، يعود تاريخ طبقاته إلى أواخر مرحلة الأبتية وحتى أوائل المرحلة الألبية من فترة العصر الطباشيري. يتكون علم الصخور من أحجار رملية خشنة مع تكتلات عرضية وأحجار طينية. كانت بقايا الديناصورات من بين الحفريات؛ التي تم انتشالها من التكوين.

## علم الطبقات
ينقسم تكوين عين القوطار إلى 3 أجزاء على الأقل، يُمثلون بيئات رسوبية مختلفة. بترتيب تصاعدي هؤلاء هم: جزء الشنيني، وعضو أم الدياب، وجزء جبل المرا.

## الحيوانات القديمة الفقارية
كان تكوين عين القطار- خلال فترة العصر الطباشيري المبكر- موطنًا يشبه السبخة مع وجود مستنقعات ووفرة من المياه. تشمل اكتشافات الديناصورات الأكثر شهرة؛ التي تم إجراؤها هناكاركارودنتوصور وسبينوصور.
- كاركارودنتوصور ساهاريكوس[4]
- سبينوصور ،ايجيبتياكوس[5]
- عظاءة تطاوين[6]
- ساركوسوكس[6]
- أراريبيسوكوس[4][7]
- سحليات الأرجل[4]
- إغواندونيات[4]
- أورنيثوكيريات[8]
- موسونيا(سمك)[4]